# (5844) 1986 UQ
1986 يو كيو (ويعرف أيضًا باسم (5844) 1986 يو كيو وفق تسمية الكوكب الصغير) (بالإنجليزية: 1986 UQ)‏ هو كويكب ضمن حزام الكويكبات؛ وترتيبه 5844 من حيث الاكتشاف.
اكتُشف هذا الجُرم الفلكي بواسطة Zdeňka Vávrová ‏ في 28 أكتوبر 1986.

## وصلات خارجية
- (5844) 1986 UQ في قاعدة بيانات مختبر الدفع النفاث لأجرام النظام الشمسي الصغيرة

- الاكتشاف · مخطط المدار ·  العناصر المدارية · المعلمات المادية

- (5844) 1986 UQ على موقع ويكي سكاي: DSS2, SDSS, GALEX, IRAS, Hydrogen α, X-Ray, Astrophoto, Sky Map, Articles and images